# Calzadilla de la Valmuza
Calzadilla de la Valmuza es una entidad de población española del municipio de Carrascal de Barregas, perteneciente a la provincia de Salamanca, en la comunidad autónoma de Castilla y León.

## Historia
Hacia mediados del siglo XIX, el lugar, por entonces referido como una alquería ya perteneciente a Carrascal de Barregas, tenía contabilizada una población de cuatro habitantes. Aparece descrito en el quinto volumen del Diccionario geográfico-estadístico-histórico de España y sus posesiones de Ultramar de Pascual Madoz con las siguientes palabras:

CALZADILLA DE LA VALMUZA, alq. agregada al ayunt. de Carrascal de Barregas (V.), y á la parr. de Torre de Martin Pascual, en la prov., part. jud. y dióc. de Salamanca (2 leg.): se halla sobre la carretera que desde esta c. conduce á la de Ciudad-Rodrigo, y tiene una igl. dedicada á Ntra. Sra. del Cármen. Confina N. Cabras-malas; E. Montalvo; S. desp. Val de D. Sancho, y O. la Rad: ocupa cuarto y medio leg. de N. á S., 1/2 de E. á O. y una de circunferencia. De las 575 huebras que comprende, 8 son de regadio en una huerta que tiene algunos frutales; 115 de prados y pastos y las demas de secano, destinadas á la labor y divididas en 3 hojas. prod. trigo, centeno, otros granos y pastos. pobl.: 1 vecino, 4 almas. cap. terr. prod.: con el desp. Val de D. Sancho 203,700 rs. imp.: 10,185. Pertenece al Sr. marqués de Liseda.
(Madoz, 1846, pp. 311-312)

En 2022, tenía empadronados siete habitantes.